# Luigi Del Grosso
Luigi Del Grosso (San Secondo Parmense, 25 luglio 1916 – Parma, 11 maggio 1976) è stato un calciatore, allenatore di calcio e dirigente sportivo italiano, di ruolo attaccante.

## Carriera

### Giocatore
Inizia la sua carriera calcistica nel San Secondo Parmense poi alla Giovane Italia e poi al Parma.. Dal 1936 al 1941 quindi milita alcuni fra Serie B e Serie C con Cremonese (in due differenti periodi), Modena, Ferrara e nuovamente Parma.
Nella stagione 1941-1942 torna al Modena neopromosso in Serie A. Coi canarini disputa 24 incontri in massima serie, con all'attivo 5 reti (fra cui il gol della bandiera all'esordio nell'1-7 subito dal Milan,  e quello che vale un prestigioso pareggio in casa della Juventus), che gli valgono il secondo posto fra i marcatori gialloblu alle spalle di Valeriano Ottino, ma non evitano agli emiliani l'ultimo posto finale.
Passa poi la stagione successiva alla Lazio, senza tuttavia mai scendere in campo in incontri di campionato.
Nel 1946 torna per la terza volta Parma nuovamente in B e nel 1950 diventa allenatore e giocatore del Pescara.
In carriera ha totalizzato complessivamente 24 presenze e 5 reti in Serie A e 93 presenze e 37 reti in Serie B.

### Allenatore
Dopo l'esperienza al Pescara, dal 1954 al 1962 allena la Reggiana.
Nella stagione di Serie B 1962-1963 guida il Padova.
Nel 1957-1958 e nel 1958-1959 vinse il Seminatore d'oro premio calcistico assegnato annualmente dalla FIGC all'allenatore che si è più distinto nel corso della stagione agonistica, primo allenatore a ricevere il Seminatore d'oro che allenasse una squadra di Serie B.

### Dirigente
Oltre ad aver ricoperto il ruolo di direttore sportivo del Parma, Del Grosso è stato anche vice presidente e poi presidente dell'AIAC ovvero Associazione Italiana Allenatori Calcio.
Nel 1981 a lui fu intitolato lo stadio di San Secondo Parmense.

## Palmarès

### Club

#### Competizioni nazionali
- Prima Divisione: 1

Parma: 1933-1934
- Campionato italiano di Serie B: 1

Modena: 1937-1938

#### Competizioni regionali
- Promozione: 1

Pescara: 1951-1952

### Allenatore

#### Competizioni nazionali
- IV Serie: 1

Reggiana: 1955-1956
- Serie C: 1

Reggiana: 1957-1958

#### Competizioni regionali
- Promozione: 1

Pescara: 1951-1952

#### Individuale
- Seminatore d'oro: 1

1958-1959